# Philippe van Wicchel
Philippe van Wicchel (également appelé Philippus van Wichel), qui a vécu dans les Pays-Bas espagnols au milieu du XVIIe siècle, mort en 1675, était un compositeur et un violoniste ; peut-être jouait-il aussi du cornet à bouquin (selon William Dongois).
De 1641 et 1673, il fut instrumentiste à l'orchestre de cour de Bruxelles. Pour cette période, il figure dans la liste de ceux qui y étaient rétribués, avec un salaire de 245 florins.  Par conséquent, Johann Caspar Kerll a été un des directeurs musicaux sous la direction duquel van Wicchel a travaillé.
En 1678, les héritiers de Van Wicchel publient, chez Phalèse à Anvers, un volume de sonates pour violon et plusieurs voix, sous le titre Fascilus dulcedinis unius, duorum, trium, quatuor et quinque instrumentorum, Opusculum Primum (Op.1).  Ce volume contient sept sonates à chaque fois pour un, deux, trois, quatre, cinq violons ou cornets à bouquin avec basse continue, et une chaconne pour 2 violons et basse continue.